# Mariano Guadalupe Vallejo
Mariano Guadalupe Vallejo Lugo (Monterrey, 4 de julio de 1807 - Sonoma, 18 de enero de 1890) fue un político, militar y terrateniente californio. Nació en la Alta California cuando todavía era parte integrante del Virreinato de Nueva España, hizo su carrera militar como oficial de la República Mexicana, llegando al rango de comandante, y fue un personaje importante en la transformación de California de territorio mexicano a estado de los Estados Unidos. La ciudad de Vallejo, California, actual Estados Unidos, recibe el nombre en su honor.

## Biografía
Octavo hijo de una rica familia de criollos españoles[cita requerida] establecidos en la Alta California, Mariano Vallejo era secretario personal del gobernador de la Alta California, Luis Antonio Argüello, cuando en 1822 le llega la noticia de los Tratados de Córdoba y la independencia de la Nueva España convirtiéndose en la nación mexicana.
En 1832, con el prestigio ganado en sus hazañas militares en el ejército mexicano, se casó con Francisca Benicia Carrillo, hija de una de las familias más ricas de San Diego. En 1833 Vallejo asumió la comandancia del Presidio de San Francisco y en 1835 fue nombrado Comandante del Cuarto Distrito Militar y Director de la Colonización de la Frontera Norte con sede en Sonoma, el más alto rango militar de la Alta California.
Con la muerte del gobernador Figueroa en septiembre de 1835, toma el relevo el impopular Nicolás Gutiérrez, lo que provoca el levantamiento de Juan Bautista Alvarado, sobrino de Mariano Vallejo. Alvarado intenta persuadir a Mariano Vallejo de que se una a la sublevación, pero este se niega a participar en un primer momento. Con la entrada en Monterrey del ejército dirigido por José Castro y de un cuerpo de estadounidenses encabezado por Isaac Graham, el gobernador Gutiérrez se entrega el 5 de noviembre de 1836 y Juan Alvarado se proclama Gobernador del Estado Libre de Alta California[cita requerida]. El 7 de noviembre Alvarado escribe a Vallejo para pedirle que forme parte del Gobierno de California. El 29 de noviembre llega Vallejo a Monterrey y es proclamado comandante general del Estado Libre de Alta California[cita requerida]. El nuevo Gobierno de California implantaría la Constitución liberal española de 1812 en contraposición al Gobierno mexicano y proclamaría la República de California.[cita requerida] Al final el gobierno federal mexicano en la Ciudad de México reconoció a Alvarado y Vallejo en sus puestos sin presentar represalias.

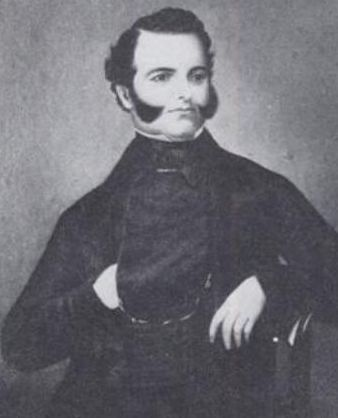
Vallejo en su juventud. Fotografía de 1841 (se trata de una de las 10 fotografías más antiguas en Commons).

En 1842, el Gobierno Federal mexicano, temiendo una revuelta independentista en California, destituyó a Alvarado y a Vallejo, reemplazándolos por Manuel Micheltorena, dándole poderes tanto civiles como militares.
En la madrugada del 14 de junio de 1846, Mariano Vallejo fue hecho prisionero, junto con su hermano Salvador y su cuñado Jacob Leese, por parte de estadounidenses en lo que se llamó la Rebelión de la Bandera del Oso para apropiarse de la Alta California, intentando emular a la invasión acontecida en Texas diez años antes.
Tras sufrir de malaria en su estancia en el presidio, fue puesto en libertad el 1 de agosto al aceptar mantenerse neutral en la guerra de Intervención Estadounidense acaecida entre Estados Unidos y México (1846-1848).
Tras la derrota de México frente a los Estados Unidos y la firma del Tratado de Guadalupe Hidalgo en 1848, eventualmente Mariano Vallejo muestra su lealtad a la Constitución de los Estados Unidos y persuade a los californios a hacer lo mismo. Así, se convierte en el principal influyente de la Convención Constitucional del Estado de California y en 1850 es elegido Senador por California.
El 13 de abril de 1851, una de sus hijas, Epifania "Fannie" Vallejo (1835-1905), se casó con el general John B. Frisbie (1823-1909), quien poco después sería enviado a México por el gobierno de Estados Unidos para establecer buenas relaciones y dar reconocimiento al gobierno de Porfirio Díaz. La familia Frisbie Vallejo se estableció en México. Tuvieron tres hijos y cuatro hijas, todos ellos se casaron y se quedaron residiendo en México.
A lo largo de su vida, Mariano Vallejo fue adquiriendo una gran cantidad de tierras, convirtiéndose en el mayor productor vinícola de California, centrado sobre todo en el Valle de Napa, dando lugar así a unos de los más afamados vinos de California.
También fue autor de una extensa historia de California que tituló Recuerdos históricos y personales tocantes a la Alta California, 1769-1849 y que no llegó a publicarse, pero cuyo manuscrito se conserva en el Archivo del Estado de California.
Murió en la ciudad de Sonoma en 1890.